# Call of Juarez
A Call of Juarez egy lengyel fejlesztő, a Techland által készített western-stílusú akciójáték. Legelőször Európában, PC-re adták ki 2006-ban.

## A játék
A Call of Juarez az utolsó évtizedek vadnyugati sikerfilmjein, különösen a Spagettiwesternen alapul. A játékban két karaktert irányíthatunk, a gyilkosság vádja elől menekülő Kanóc Billy-t, és Ray tiszteletest, aki többször „Isten haragjaként” vagy „Isten jobbkezeként” tekint magára.
Billy karaktere leginkább a lopakodásról szól. Ostorával tárgyakat tud megfogni, segítségével a lehetetlen helyeket is eléri, ráadásul a sziklákat is keményebben tudja markolni. Később Billy szerez magának íjat, majd forgótáras pisztolyt és puskát is, mellyel már nyíltan szembeszállhat ellenségeivel.
Ray tiszteletes karaktere valamivel erősebb az ellenségekkel szemben, mivel ő be tud lépni a „lassított módba”, aminek segítségével néhány másodpercen belül több gazfickóval is végezni tud. A tiszteletes mindig magánál hordja a Bibliát, melyből felolvasva, néhány ellenfelet meg tud félemlíteni. Ezenkívül Ray egy vértet hord a mellkasán, hogy megvédje őt a kósza lövedékektől.
Bár a játék elég erőszakos, a készítők ügyeltek rá, hogy a játékos ne tudjon bántalmazni már meghalt embereket, állatokat, vagy megölni egy-egy ártatlan személyt.

## Karakterek
Kanóc Billy: Egy mexikói fiú, aki a Remény városának egyik farmján élt anyjával és nevelőapjával, ám mivel örege folyton verte, elhatározta, hogy megszökik és a legendás Juarez kincsének keresésére indul. Nem járt szerencsével, így hát visszatért otthonába, ám éppen rosszkor: ismeretlenek ugyanis hazatértekor végeztek anyjával és nevelőapjával, majd eltűntek, a gyilkosságot pedig Billy-re kenték. A fiú ezért menekülni kényszerül, nemcsak a városiak, hanem mostohanagybátyja, Ray tiszteletes elől, hogy kiderítse az igazságot, és bebizonyítsa ártatlanságát.
Ray McCall tiszteletes: Egy idős prédikátor, aki öccse, Willam véletlen megölése után választotta, hogy Isten szolgája lesz. Mikor értesül róla, hogy másik testvérét, Thomast (és annak feleségét, Marisat) fogadott unokaöccse, Billy meggyilkolta, hátrahagyja templomát, és a menekülő fiú nyomába ered.
Juarez: Egy könyörtelen banditavezér, akit a környékbeliek csak Juarezként emlegetnek. Ő Billy vér szerinti apja, és ő is Juarez kincse után kutat, ehhez pedig fia amulettjére is szüksége lenne. Ő a felelős Thomas és Marisa meggyilkolásáért.
Molly Ferguson: Egy gazdag rancher nagybirtokos lánya, akibe Billy beleszeretett. Mikor a fiú feltűnik a birtokukon, az apját megölik Juarez emberei, Molly-t pedig elrabolják.
Csendes Patak: Egy öreg indián kuruzsló, aki megmenti Billy-t a folyóból, miután azt Ray meglőtte.
Clyde Forrester: Egy kocsma tulajdonosa a Remény városában. Faj és vallásgyűlölő, ráadásul nagy bajkeverő. Mikor Billy feltűnik a városban, embereivel megpróbálják megölni, később pedig Ray tiszteletes életére is rátör.
Tom Manson, Ty Stewart, és a McLyde fivérek: Juarez egyik legjobb emberei, ők gyilkolták meg Billy szüleit. Miközben Texas Rangereknek adják ki magukat, a menekülő Billy nyomába erednek, és Ray tiszteletessel is megpróbálnak végezni.
Suzy: Forrester kocsmájának egyik prostituáltja, Billy gyerekkori barátja.
Mr. Ferguson: Egy nagybirtokos, Molly apja.
Chet: Mr. Ferguson embereinek főnöke, aki nagyon utálja Billy-t.
Thomas és Marisa: Billy nevelőapja és anyja.
Matthew Parker: Egy vonatot védő katonák parancsnoka.

## Epizódok

### I. epizód
Kanóc Billy hosszú időn át kutatott az Aztékok legendás kincse, Juarez kincse után, ám mivel útja sikertelen volt, visszatér otthonába, a Remény városába. Érkezésekor azonban kénytelen pisztolyt fogni egy kötekedő farmer ellen, később pedig leadnia fegyverét a helyi Seriffnek. Billy útja a kocsmába vezet, közben az utcán négy texasi lovasrendőrre figyel fel. Mikor a fiú beszélni akar régi ismerősével, a kocsmában prostituáltként dolgozó Suzyval, az épület tulajdonosa, Clyde Forrester és emberei megpróbálják lelőni. Billy szülei farmja felé veszi az irányt, ám előtte ismét bajba keveredik: egy őrült veterán férfitól töltényt lop, mire annak gazdája tüzelni kezd a fiúra. Billy végül eljut otthonába, ám ott borzasztó látvány fogadja: nevelőapját, Thomast, és anyját, Marisát vérbe fagyva, holtan találja…

### II. epizód
Remény városának tiszteletesét, Ray McCallt a Seriff felesége zavarja meg mise közben, és közli vele: lövéseket hallott a pap öccsének farmjáról. Ray egyedül a helyszínre siet, itt találja meg Thomas és Marisa holttestét, mellettük fogadott-unokaöccsével, Billyvel. Mikor Billy meglátja nagybátyját, menekülni kezd, Ray pedig hiába rohan utána, a fiú leszakítja a folyó feletti függőhidat, így sikerül kereket oldania. A tiszteletes visszamegy a farmra, ahol három férfi éppen takarítja el a gyilkosság nyomait, majd rátámadnak. Ray végül puszta kézzel megöli mindegyiket, majd visszasiet templomába…

### III. epizód
Ray a templomban felfegyverzi magát, hogy Billy nyomába eredjen, ám mikor kilép onnan, lincselésnek lesz szemtanúja: Clyde Forrester ugyanis megöli a Seriffet, majd embereivel együtt fosztogatni kezdik a várost. Ray azonban felveszi a harcot a banditákkal, kiszabadítja a Seriff feleségét, majd miután végzett Forrester embereivel, párbajra hívja a férfit. A tiszteletes végez ellenfelével, majd maga mögött hagyva a lángoló várost, unokaöccse után ered…

### IV. epizód
Éjszakára Billy már egy folyó melletti erdős területen találja magát, a sínekhez nem messze, ugyanis régi szerelméhez, Molly Fergusonhoz akar eljutni. Azonban nem csak ő akar vonattal menni: egy bandita csoport is a közelben tanyázik, hogy majd kirabolják a szerelvényt. Billy hosszas lopakodás után talál némi fegyvert, így azokat megragadva, tüzet nyit a rablókra, ám azok felülkerekednek a fiún. Végül feltűnik Ray tiszteletes, és végez a banditákkal, Billy azonban nagybátyja elől az előtte elhaladó szerelvényre veti magát…

### V. epizód
Míg Billy a banditák közt lopózott, Ray a fiú nyomát követve, egy közeli bányán keresztül tört utat magának fegyvereivel. A tiszteletes végül több tucat gazfickó megölésével kijut a járatokból, ahol felfigyel a rablókra lövöldöző Billyre. Ray segít a fiúnak likvidálni közös ellenségeiket, ám Billy a közeledő vonatra veti magát, elmenekülve ezzel üldözője elől. Ekkor tűnik fel a banditák vezére, akit Ray egy pisztolypárbaj során halálosan megsebesít, előtte azonban még kiszedi belőle, hogy a vonatot egy hídnál fogja kirabolni másik bandája…

### VI. epizód
Ray reggelre már eléri a hidat, amin már a vonatot a rablók ostromolják, a védő katonák pedig sorra esnek el. A tiszteletes is csatlakozik a harcba, ám a banditák likvidálása után azok egyik embere túszul ejt egy nőt, és végez a katonákkal, köztük Matthew Parker parancsnokkal. Ray egy pontos találat után végül megmenti a túszt, és lelövi a támadót. Ekkor tudja meg a vonat vezetőjétől, hogy a szerelvény tetején látott egy fiút, ám mikor az ostrom megkezdődött, az elmenekült a helyszínről…

### VII. epizód
Billy időközben sérülten folytatja tovább útját, ugyanis menekülés közben kiment a bokája. Mikor a fiú felfigyel rá, hogy a folyó melletti farm erődítményszerűen van kialakítva, rádöbben, hogy valójában az indiánok vidékére csöppent. Billy ellop egy lovat a farmról, ám útja során indiánok támadják meg. Túljutva a veszélyen, végül elér a Ferguson birtokra, ám itt lopakodása ellenére őrök emberek főnöke, Chet észreveszi, elfogja, majd Mr. Ferguson elé viteti. Az öreg mérges a behatolóra, ám úgy dönt, megkegyelmez neki, és elengedi. Ekkor azonban texasi lovasrendőrök jelennek meg az udvar kapujánál, és Ray vezetésével tűzpárbajba kezdenek a birtokot védő emberekkel…

### VIII. epizód
Nem sokkal Billy után Ray is megérkezik az indiánok vidékére, és neki is fel kell vennie a harcot az őslakosokkal. Több tucat ellenséggel végezve, végül a tiszteletes is eljut a birtokra, előtte azonban négy texasi lovasrendőr állítja meg: Tom Manson, Ty Stewart, és a McLyde fivérek ugyanis a segítségét kérik, hogy lerohanják Mr. Fergusont és annak marhatolvaj embereit. Ray társul a rendőrök mellé, és megtámadják a birtokot, majd a kialakult tűzharc alatt beveszik a házat. Míg a McLyde fivérek elfogják Fergusont és annak lányát, Mollyt, Ray lelövi a birtokot védők főnökét, Chetet, majd a menekülő Billy után ered. A fiú hiába kiabálja üldözőjének, hogy ártatlan, végül feláll egy függőhíd melletti sziklára, és lőni kezd Ray-re. A tiszteletes viszonozza a tüzet, és egy lövedék eltalálja Billyt, így az a hullámzó folyóba zuhan. Hatalmas sikítást hallva, Ray visszasiet a birtokra, ám ott meglepő látvány fogadja: Mollyt egy kocsin elrabolja Manson és Stewart, a McLyde fivérek pedig kivégzik Mr. Fergusont. Ray végez a két testvérrel, majd lóháton Molly után ered, ám azt elrablói csónakkal szállítják tovább.

### IX. epizód
Billy egy idős indián, Csendes Patak sátorában ébred, akitől megtudja, hogy ő mentette ki a folyó habjai közül. Az indián megtanítja Billy-t, hogyan kell bánni az íjjal, majd miután a váratlanul felgyulladt sátrat eloltották, elküldi őt a Szent Sas hegyére, hogy hozzon egy tollat a szent állat fészkéből. Billy kemény hegymászás után végül teljesíti az öreg kérését, ám mikor visszatér a táborhoz, néhány bandita végez Csendes Patakkal, őt pedig leütik.

### X. epizód
Ray időközben a már partra szállt lovaskocsit üldözi, melyben az elrabolt Molly-t szállítják. Mikor látja, hogy a tiszteletessel nem bírnak el emberei, Stewart egy banditákkal teli tanyán kiszáll a kocsiból, és szembeszáll Ray-jel. A pap végül minden ellenállót a másvilágra küld, majd egy párbajban halálos sebet ejt Stewarton. A férfi elárulja, hogy Juarez parancsára ők ölték meg Thomast és Marisát, és Billy-t is el kellett volna elfogniuk, majd meghal.

### XI. epizód
Billy-t alkonyatra Juarez erődítményébe szállítják, ahol egy oszlophoz kötözve beszél a banditavezérrel. Juarez elmondja neki, hogy ő a vér szerinti apja, és hogy Marisa véletlenül halt meg, ugyanis kereszttűzben állt, mikor emberei önvédelemből lelőtték a rájuk támadó Thomast. Mikor Billy a kérdezősködésre közli, hogy medálját -mely elvezet a legendás kincshez- a folyóba esésekor elvesztette, Juarez verni kezdi, majd megfenyegeti: ha sötétedésre nem találja meg neki a kincset, Molly meghal. Billy szabadon engedése után nyomozni kezd az arany után, majd egy szegény árva fiú segítségével kideríti, hol a kincshez vezető barlang bejárata.

### XII. epizód
Billy egymaga megy le az üregbe, majd a járatokon keresztül, túljutva több csapdán és rengeteg mérgespókon, egy kincsekkel teli csarnokban találja magát. Azonban ekkor Juarez és emberei tűnnek fel, akik követték a fiút. Juarez elmondja fiának, hogy anyja szánalmasan, életéért könyörögve halt meg, majd parancsot ad Billy megölésére. A fiú elmenekül a banditák elől, csakhogy zsákutcába jut. Billy felett hirtelen leomlik a fal, és megjelenik Ray.

### XIII. epizód
Ray elmondja Billynek, hogy tudja, nem ő a gyilkos, majd menekülésre szólítja fel a fiút. A tiszteletes utat tör magának Juarez emberei közt, míg végül csak Juarez marad életben. Mikor Ray több töltényével is eltalálja ellenfelét, az egérutat nyer.

### XIV. epizód
Ray elhatározza, hogy kiszabadítja Mollyt, útja során azonban felidézi múltjából azt a részt, mikor egy véletlen folytán megölte William nevű fivérét, és mikor ezért a tettéért Isten kegyelmét kérve tiszteletesnek állt…
Ray betör Juarez erődjébe, és annak udvarán több tucat banditával veszi fel a harcot. Likvidálva ezeket, megtisztítja az utat a veremhez, melyben Molly raboskodik, ám ekkor egy ismerős arc állja útját: Tom Manson. Ray és Tom hosszas pisztolypárbaja után végül Tom holtan rogyik össze, azonban Ray újra veszélybe kerül: Juarez és megmaradt néhány embere ugyanis bezárják a tiszteletest a verembe, majd egy petróleumlámpával felgyújtják azt…

### XV. epizód
Billy hosszas tanakodás után végül úgy dönt, visszamegy segíteni nagybátyjának a harcban. Ismét feltűnik az árva fiú, ezúttal egy íjjal ajándékozza meg Billy-t, aki ezután a romos állapotban lévő erőd felé veszi az irányt. Az íjjal végez a megmaradt banditákkal, végül pedig Juarezzel találja szembe magát, aki választás elé állítja fiát: vagy az ő oldalára áll, vagy párbajban megküzd vele. Billy az utóbbit választja, és lelövi apját, majd kiszabadítja Ray-t és Mollyt. Váratlanul ismét -az állítása szerint páncélt viselő- Juarez tűnik fel, lelövi Ray-t, csakhogy mindezt vesztére: Billy ugyanis kiüti, majd a halálán lévő tiszteletes a pisztolyával a másvilágra küldi…
A történtek után Billy és Molly egy pár lesznek, az elhunyt Rayt pedig az erődhöz közeli temetőben helyezik végső nyugalomra.